# Ozarba rosescens
Ozarba rosescens là một loài bướm đêm trong họ Noctuidae.